# شونيز

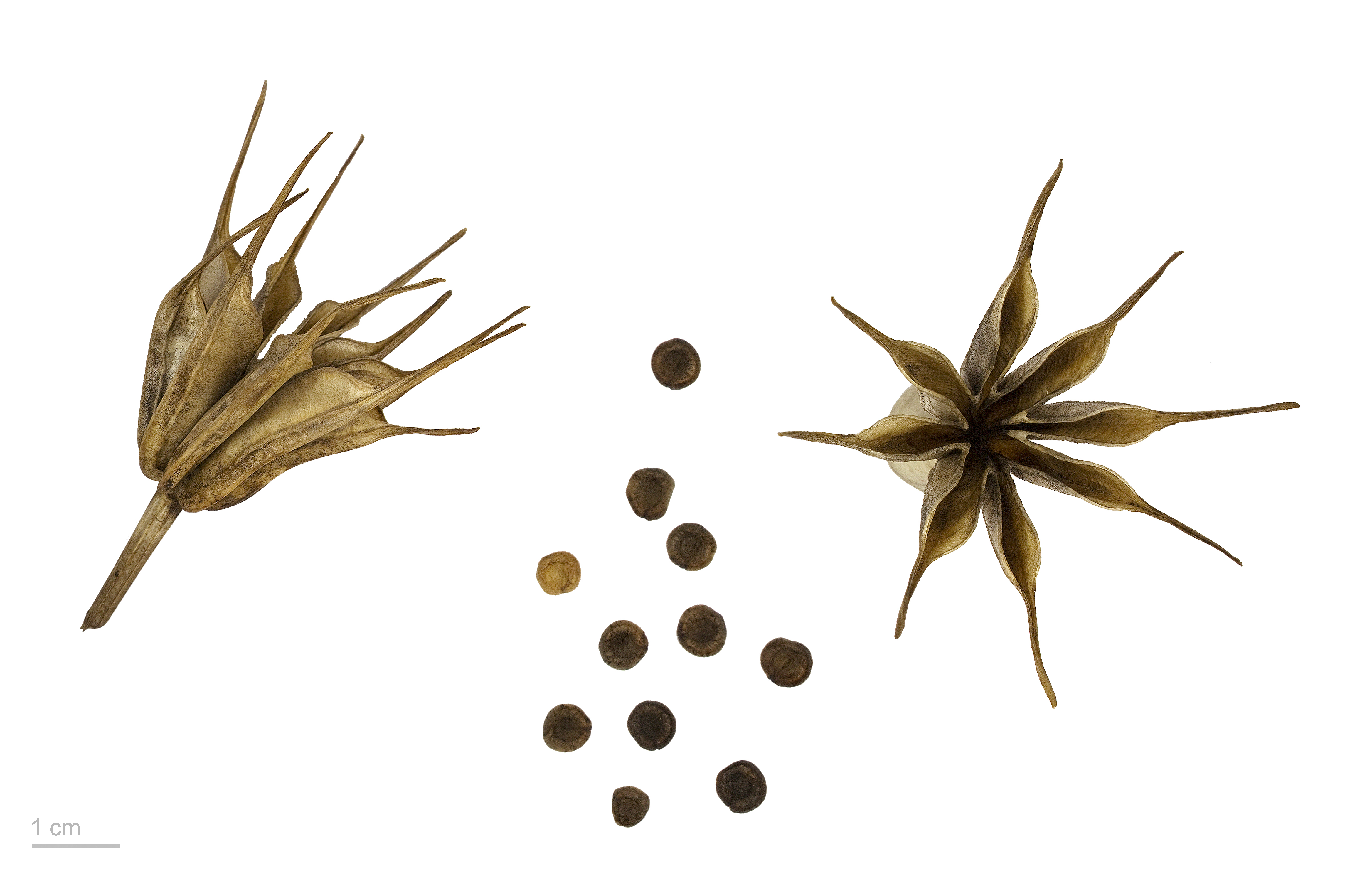
الشونيز المشرقي

الشُّونِيز أو الشينيز أو الحبة السوداء أو حبة البركة (الاسم العلمي: Nigella) جنس نباتي يتبع الفصيلة الحوذانية من طائفة ثنائيات الفلقة. يضم الجنس حوالي عشرين نوعا مقبولا وعشرات الأنواع الأخرى التي لم يحسم وضعها بعد.

## من أنواعهالواطنةفيالوطن العربي
1. الشونيز حاد البتلات (باللاتينية: Nigella oxypetala)
2. الشونيز الدمشقي (باللاتينية: Nigella damascena)
3. الشونيز رقيق الأوراق (باللاتينية: Nigella tenuifolia)
4. الشونيز الصحراوي (باللاتينية: Nigella deserti)
5. الشونيز الصري (باللاتينية: Nigella noeana)
6. الشونيز طويل المنصة (باللاتينية: Nigella longirostris)
7. الشونيز قصير الفصوص (باللاتينية: Nigella brachyloba)
8. الشونيز المتقلص (باللاتينية: Nigella mutica)
9. الشونيز المحدب (باللاتينية: Nigella tuberculata)
10. الشونيز المذيل (باللاتينية: Nigella caudata)
11. الشونيز المزروع أو حبة البركة (باللاتينية: Nigella arvensis)، (باللاتينية: Nigella divaricata) أو (بالإنجليزية: Nigella sativa)‏
12. الشونيز المشرقي (باللاتينية: Nigella orientalis)
13. الشونيز النجمي (باللاتينية: Nigella stellaris)
14. الشونيز الهدبي (باللاتينية: Nigella ciliaris)